# Martina Navrátilová
Martina Navrátilová (Praga, 18 de outubro de 1956) é uma ex-tenista tcheca. Naturalizou-se estadunidense em 1981.
Especialistas em tênis afirmam que, devido à sua personalidade carismática, determinada e controvertida, Martina ultrapassou a francesa Suzanne Lenglen, que brilhou na década de 1920. Navrátilová venceu 18 Grand Slams de simples, 31 Grand Slams de duplas (recorde de todos os tempos), e 10 Grand Slams de duplas mistas.
Após ser eliminada por Chris Evert, sua maior rival e amiga no circuito, na semifinal do Open dos Estados Unidos de 1975, ela pediu asilo nos Estados Unidos, iniciando um complicado processo de naturalização que durou seis anos. De 1981 a 1983, Martina contratou para sua técnica a tenista transexual Renée Richards.
No auge de sua carreira, durante os anos 80, Navrátilová sacava a aproximadamente 180 km/h, velocidade alcançada somente vários anos depois, por jogadoras que se valem de novos métodos de treinamento e de modernas gerações de raquetes.
Em Setembro de 1992, Martina Navrátilová enfrentou o ex-tenista Jimmy Connors, no Caesars Palace, em Paradise, Nevada, numa partida amistosa. Connors venceu por 7-5 e 6-2, mesmo com regras que favoreceram a tenista (como poder usar a área maior da quadra destinada a duplas, e ele não poder cometer faltas nos saques). Esta partida ganhou a alcunha de "Battle of Champions" (em português: Batalha de Campeões).
Abandonou oficialmente o circuito em novembro de 1994, aos 38 anos, como a mais vencedora e premiada jogadora de tênis de todos os tempos. Sua última partida de simples foi disputada no Madison Square Garden, em Nova York, quando perdeu para a argentina Gabriela Sabatini por 6-4 e 6-2, no torneio Virginia Slims Championships, o Masters Feminino.
Navratilova permaneceu no circuito disputando jogos de duplas até 2006, quando definitivamente deixou as quadras após o título do US Open de duplas mistas conquistado ao lado de seu compatriota Bob Bryan, quando venceram na final Kveta Peschke e Martin Damm, da República Checa, com um placar de 6-2, 6-3.
Ela, Doris Hart e Margaret Court são as únicas tenistas a obter o chamado Boxed Set do ténis. Ou seja, ganhar o torneio de simples, duplas e duplas mistas em todos os 4 torneios do Grand Slam.
Martina Navrátilová, Chris Evert, Margaret Osborne duPont, Steffi Graf, Rafael Nadal, Bob Bryan e Mike Bryan são os únicos tenistas a obter o chamado Década Slam do tênis. Ou seja, ganhar durante dez anos consecutivos pelo menos um dos torneio do Grand Slam por temporada. Não precisa ser o mesmo torneio do Grand Slam, mas tem que ser obrigatoriamente durante dez anos consecutivos e só em simples, duplas ou duplas mistas. No caso de Navrátilová, ela conseguiu uma Década Slam de 1975 a 1984 nas Duplas.
Navrátilová é membra do International Tennis Hall of Fame desde 2000.

## Conquistas
- Seis títulos seguidos de torneios Grand Slam em catorze meses (1983-1984), igualando os recordes de Margaret Smith Court e Maureen Connolly.
- Nove títulos em doze finais de Wimbledon.
- 22 anos de carreira
- 2120 partidas
- 167 títulos em simples (recorde absoluto entre homens e mulheres)
- 177 títulos de duplas (recorde absoluto entre homens e mulheres)
- 20 milhões de dólares em prêmios
- 1442 vitórias em simples (recorde absoluto entre homens e mulheres)

Em dezembro de 2013, foi eleita uma das 100 mulheres mais influentes do mundo pela BBC.

## Registros nos Grand Slam
- Australian Open
  - Simples (3): 1981, 1985, 1985
  - Finalista: 1975, 1982, 1987
  - Duplas (8): 1980, 1982, 1983, 1984, 1985, 1987, 1988, 1989
  - Finalista: 1981
  - Duplas Mistas (1): 2003
  - Finalista: 1988, 2004

- Roland Garros
  - Simples (2): 1982, 1984
  - Finalista: 1975, 1985, 1986, 1987
  - Duplas (7): 1975, 1982, 1984, 1985, 1986, 1987, 1988
  - Finalista: -
  - Duplas Mistas (2): 1974, 1975
  - Finalista: 2005

- Wimbledon
  - Simples (9): 1978, 1979, 1982, 1983, 1984, 1985, 1986, 1987, 1990
  - Finalista: 1988, 1989, 1994
  - Duplas (7): 1976, 1979, 1981, 1982, 1983, 1984, 1986
  - Finalista: 1977, 1985
  - Duplas Mistas (4): 1985, 1993, 1995, 2003
  - Finalista: 1986

- US Open
  - Simples (4): 1983, 1984, 1986, 1987
  - Finalista: 1981, 1985, 1989, 1991
  - Duplas (9): 1977, 1978, 1980, 1983, 1984, 1986, 1987, 1989, 1990
  - Finalista: 1979, 1985, 2003
  - Duplas Mistas (3): 1985, 1987, 2006
  - Finalista: 1986, 1993

## Grand Slam Finais

### Simples: 32 finais (18 títulos e 14 vices)
| Resultado | Ano  | Campeonato           | Piso   | Oponente          | Placar                  |
| Vice      | 1975 | Australian Open      | Grama  | Evonne Goolagong  | 3–6, 2–6                |
| Vice      | 1975 | Aberto da França     | Saibro | Chris Evert       | 6–2, 2–6, 1–6           |
| Campeã    | 1978 | Wimbledon (1)        | Grama  | Chris Evert       | 2–6, 6–4, 7–5           |
| Campeã    | 1979 | Wimbledon (2)        | Grama  | Chris Evert       | 6–4, 6–4                |
| Vice      | 1981 | US Open              | Duro   | Tracy Austin      | 6–1, 6–7(4–7), 6–7(1–7) |
| Campeã    | 1981 | Australian Open (1)  | Grama  | Chris Evert       | 6–7(4–7), 6–4, 7–5      |
| Campeã    | 1982 | Aberto da França (1) | Saibro | Andrea Jaeger     | 7–6(8–6), 6–1           |
| Campeã    | 1982 | Wimbledon (3)        | Grama  | Chris Evert       | 6–1, 3–6, 6–2           |
| Vice      | 1982 | Australian Open      | Grama  | Chris Evert       | 3–6, 6–2, 3–6           |
| Campeã    | 1983 | Wimbledon (4)        | Grama  | Andrea Jaeger     | 6–0, 6–3                |
| Campeã    | 1983 | US Open (1)          | Duro   | Chris Evert       | 6–1, 6–3                |
| Campeã    | 1983 | Australian Open (2)  | Grama  | Kathy Jordan      | 6–2, 7–6(7–5)           |
| Campeã    | 1984 | Aberto da França (2) | Saibro | Chris Evert       | 6–3, 6–1                |
| Campeã    | 1984 | Wimbledon (5)        | Grama  | Chris Evert       | 7–6(7–5), 6–2           |
| Campeã    | 1984 | US Open (2)          | Duro   | Chris Evert       | 4–6, 6–4, 6–4           |
| Vice      | 1985 | Aberto da França     | Saibro | Chris Evert       | 3–6, 7–6(7–4), 5–7      |
| Campeã    | 1985 | Wimbledon (6)        | Grama  | Chris Evert       | 4–6, 6–3, 6–2           |
| Vice      | 1985 | US Open              | Duro   | Hana Mandlíková   | 6–7(3–7), 6–1, 6–7(2–7) |
| Campeã    | 1985 | Australian Open (3)  | Grama  | Chris Evert       | 6–2, 4–6, 6–2           |
| Vice      | 1986 | Aberto da França     | Saibro | Chris Evert       | 6–2, 3–6, 3–6           |
| Campeã    | 1986 | Wimbledon (7)        | Grama  | Hana Mandlíková   | 7–6(7–1), 6–3           |
| Campeã    | 1986 | US Open (3)          | Duro   | Helena Suková     | 6–3, 6–2                |
| Vice      | 1987 | Australian Open      | Grama  | Hana Mandlíková   | 5–7, 6–7(1–7)           |
| Vice      | 1987 | Aberto da França     | Saibro | Steffi Graf       | 4–6, 6–4, 6–8           |
| Campeã    | 1987 | Wimbledon (8)        | Grama  | Steffi Graf       | 7–5, 6–3                |
| Campeã    | 1987 | US Open (4)          | Duro   | Steffi Graf       | 7–6(7–4), 6–1           |
| Vice      | 1988 | Wimbledon            | Grama  | Steffi Graf       | 7–5, 2–6, 1–6           |
| Vice      | 1989 | Wimbledon            | Grama  | Steffi Graf       | 2–6, 7–6(7–1), 1–6      |
| Vice      | 1989 | US Open              | Duro   | Steffi Graf       | 6–3, 5–7, 1–6           |
| Campeã    | 1990 | Wimbledon (9)        | Grama  | Zina Garrison     | 6–4, 6–1                |
| Vice      | 1991 | US Open              | Duro   | Monica Seles      | 6–7(1–7), 1–6           |
| Vice      | 1994 | Wimbledon            | Grama  | Conchita Martínez | 4–6, 6–3, 3–6           |

#### Duplas: 37 finais (31 títulos e 6 vices)
| Resultado | Ano  | Campeonato           | Piso   | Parceira            | Oponentes                             | Placar             |
| Campeãs   | 1975 | Aberto da França (1) | Saibro | Chris Evert         | Julie Anthony Olga Morozova           | 6–3, 6–2           |
| Campeãs   | 1976 | Wimbledon (1)        | Grama  | Chris Evert         | Billie Jean King Betty Stöve          | 6–1, 3–6, 7–5      |
| Vice      | 1977 | Wimbledon            | Grama  | Betty Stöve         | Helen Gourlay JoAnne Russell          | 3–6, 3–6           |
| Campeãs   | 1977 | US Open (1)          | Saibro | Betty Stöve         | Renée Richards Betty Ann Grubb Stuart | 6–1, 7–6           |
| Campeãs   | 1978 | US Open (2)          | Duro   | Billie Jean King    | Kerry Reid Wendy Turnbull             | 7–6, 6–4           |
| Campeãs   | 1979 | Wimbledon (2)        | Grama  | Billie Jean King    | Betty Stöve Wendy Turnbull            | 5–7, 6–3, 6–2      |
| Vice      | 1979 | US Open              | Duro   | Billie Jean King    | Betty Stöve Wendy Turnbull            | 5–7, 3–6           |
| Campeãs   | 1980 | US Open (3)          | Duro   | Billie Jean King    | Pam Shriver Betty Stöve               | 7–6, 7–5           |
| Campeãs   | 1980 | Australian Open      | Grama  | Betsy Nagelsen      | Ann Kiyomura Candy Reynolds           | 6–4, 6–4           |
| Campeãs   | 1981 | Wimbledon (3)        | Grama  | Pam Shriver         | Kathy Jordan Anne Smith               | 6–3, 7–6(8–6)      |
| Vice      | 1981 | Australian Open      | Grama  | Pam Shriver         | Kathy Jordan Anne Smith               | 2–6, 5–7           |
| Campeãs   | 1982 | Aberto da França (2) | Saibro | Anne Smith          | Rosemary Casals Wendy Turnbull        | 6–3, 6–4           |
| Campeãs   | 1982 | Wimbledon (4)        | Grama  | Pam Shriver         | Kathy Jordan Anne Smith               | 6–4, 6–1           |
| Campeãs   | 1982 | Australian Open (2)  | Grama  | Pam Shriver         | Claudia Kohde-Kilsch Eva Pfaff        | 6–4, 6–2           |
| Campeãs   | 1983 | Wimbledon (5)        | Grama  | Pam Shriver         | Rosemary Casals Wendy Turnbull        | 6–2, 6–2           |
| Campeãs   | 1983 | US Open (4)          | Duro   | Pam Shriver         | Rosalyn Fairbank Candy Reynolds       | 6–7(4–7), 6–1, 6–3 |
| Campeãs   | 1983 | Australian Open (3)  | Grama  | Pam Shriver         | Anne Hobbs Wendy Turnbull             | 6–4, 6–7, 6–2      |
| Campeãs   | 1984 | Aberto da França (3) | Saibro | Pam Shriver         | Claudia Kohde-Kilsch Hana Mandlíková  | 5–7, 6–3, 6–2      |
| Campeãs   | 1984 | Wimbledon (6)        | Grama  | Pam Shriver         | Kathy Jordan Anne Smith               | 6–3, 6–4           |
| Campeãs   | 1984 | US Open (5)          | Duro   | Pam Shriver         | Anne Hobbs Wendy Turnbull             | 6–2, 6–4           |
| Campeãs   | 1984 | Australian Open (4)  | Grama  | Pam Shriver         | Claudia Kohde-Kilsch Helena Suková    | 6–3, 6–4           |
| Campeãs   | 1985 | Aberto da França (4) | Saibro | Pam Shriver         | Claudia Kohde-Kilsch Helena Suková    | 4–6, 6–2, 6–2      |
| Vice      | 1985 | Wimbledon            | Grama  | Pam Shriver         | Kathy Jordan Elizabeth Smylie         | 7–5, 3–6, 4–6      |
| Vice      | 1985 | US Open              | Duro   | Pam Shriver         | Claudia Kohde-Kilsch Helena Suková    | 7–6, 2–6, 3–6      |
| Campeãs   | 1985 | Australian Open (5)  | Grama  | Pam Shriver         | Claudia Kohde-Kilsch Helena Suková    | 6–3, 6–4           |
| Campeãs   | 1986 | Aberto da França (5) | Saibro | Andrea Temesvári    | Steffi Graf Gabriela Sabatini         | 6–1, 6–2           |
| Campeãs   | 1986 | Wimbledon (7)        | Grama  | Pam Shriver         | Hana Mandlíková Wendy Turnbull        | 6–1, 6–3           |
| Campeãs   | 1986 | US Open (6)          | Duro   | Pam Shriver         | Hana Mandlíková Wendy Turnbull        | 6–4, 3–6, 6–3      |
| Campeãs   | 1987 | Australian Open (6)  | Grama  | Pam Shriver         | Zina Garrison Lori McNeil             | 6–1, 6–0           |
| Campeãs   | 1987 | Aberto da França (6) | Saibro | Pam Shriver         | Steffi Graf Gabriela Sabatini         | 6–2, 6–1           |
| Campeãs   | 1987 | US Open (7)          | Duro   | Pam Shriver         | Kathy Jordan Elizabeth Smylie         | 5–7, 6–4, 6–2      |
| Campeãs   | 1988 | Australian Open (7)  | Duro   | Pam Shriver         | Chris Evert Wendy Turnbull            | 6–0, 7–5           |
| Campeãs   | 1988 | Aberto da França (7) | Saibro | Pam Shriver         | Claudia Kohde-Kilsch Helena Suková    | 6–2, 7–5           |
| Campeãs   | 1989 | Australian Open (8)  | Duro   | Pam Shriver         | Patty Fendick Jill Hetherington       | 3–6, 6–3, 6–2      |
| Campeãs   | 1989 | US Open (8)          | Duro   | Hana Mandlíková     | Mary Joe Fernández Pam Shriver        | 5–7, 6–4, 6–4      |
| Campeãs   | 1990 | US Open (9)          | Duro   | Gigi Fernández      | Jana Novotná Helena Suková            | 6–2, 6–4           |
| Vice      | 2003 | US Open              | Duro   | Svetlana Kuznetsova | Virginia Ruano Paola Suárez           | 2–6, 3–6           |

#### Duplas Mistas: 16 finais (10 títulos e 6 vices)
| Resultado | Ano  | Campeonato           | Piso   | Parceira        | Oponentes                          | Placar                    |
| Campeões  | 1974 | Aberto da França (1) | Saibro | Iván Molina     | Rosie Reyes Marcelo Lara           | 6–3, 6–3                  |
| Campeões  | 1985 | Aberto da França (2) | Saibro | Heinz Günthardt | Paula Smith Francisco González     | 2–6, 6–3, 6–2             |
| Campeões  | 1985 | Wimbledon (1)        | Grama  | Paul McNamee    | Elizabeth Smylie John Fitzgerald   | 7–5, 4–6, 6–2             |
| Campeões  | 1985 | US Open (1)          | Duro   | Heinz Günthardt | Elizabeth Smylie John Fitzgerald   | 6–3, 6–4                  |
| Vice      | 1986 | Wimbledon            | Grama  | Heinz Günthardt | Kathy Jordan Ken Flach             | 3–6, 6–7(7–9)             |
| Vice      | 1986 | US Open              | Duro   | Peter Fleming   | Raffaella Reggi Sergio Casal       | 4–6, 4–6                  |
| Campeões  | 1987 | US Open (2)          | Duro   | Emilio Sánchez  | Betsy Nagelsen Paul Annacone       | 6–4, 6–7(6–8), 7–6(14–12) |
| Vice      | 1988 | Australian Open      | Duro   | Tom Gullikson   | Jana Novotná Jim Pugh              | 7–5, 2–6, 4–6             |
| Campeões  | 1993 | Wimbledon (2)        | Grama  | Mark Woodforde  | Tom Nijssen Manon Bollegraf        | 6–3, 6–4                  |
| Vice      | 1993 | US Open              | Duro   | Mark Woodforde  | Helena Suková Todd Woodbridge      | 3–6, 6–7(6–8)             |
| Campeões  | 1995 | Wimbledon (3)        | Grama  | Jonathan Stark  | Cyril Suk Gigi Fernández           | 6–4, 6–4                  |
| Campeões  | 2003 | Australian Open (1)  | Duro   | Leander Paes    | Eleni Daniilidou Todd Woodbridge   | 6–4, 7–5                  |
| Campeões  | 2003 | Wimbledon (4)        | Grama  | Leander Paes    | Anastassia Rodionova Andy Ram      | 6–3, 6–3                  |
| Vice      | 2004 | Australian Open      | Duro   | Leander Paes    | Elena Bovina Nenad Zimonjic        | 1–6, 6–7(3–7)             |
| Vice      | 2005 | Aberto da França     | Saibro | Leander Paes    | Daniela Hantuchová Fabrice Santoro | 6–3, 3–6, 2–6             |
| Campeões  | 2006 | US Open (3)          | Duro   | Bob Bryan       | Kveta Hrdlicková Martin Damm       | 6–2, 6–3                  |

## Autobiografia
Em sua autobiografia Being Myself ("Sendo eu mesma" em tradução livre), lançada em 1985, Navrátilová fala abertamente sobre sua homossexualidade. Conta que, ainda menina, sentia-se atraída por sua professora. Aos 17 anos, apaixonou-se pelo seu único namorado, com quem teve a primeira e última relação sexual com um homem, da qual só guarda a lembrança do medo de engravidar. Já nos Estados Unidos, Navrátilová iniciou um romance com a escritora Rita Mae Brown e, posteriormente, também namorou a jogadora de basquetebol Nancy Lieberman.
Em dezembro de 2014 casou-se com a antiga Miss Rússia Julia Lemigova.

## Linha do tempo em Grand Slam
| Torneios        | 1973 | 1974 | 1975 | 1976 | 1977 | 1978 | 1979 | 1980 | 1981 | 1982 | 1983 | 1984 | 1985 | 1986 | 1987 | 1988 | 1989 | 1990 | 1991 | 1992 | 1993 | 1994 | 1995-2003 | 2004 |
| --------------- | ---- | ---- | ---- | ---- | ---- | ---- | ---- | ---- | ---- | ---- | ---- | ---- | ---- | ---- | ---- | ---- | ---- | ---- | ---- | ---- | ---- | ---- | --------- | ---- |
| Australian Open | -    | -    | F    | -    | -    | -    | -    | SF   | V    | F    | V    | SF   | V    | -    | F    | SF   | QF   | -    | -    | -    | -    | -    | -         | -    |
| Roland Garros   | QF   | QF   | F    | -    | -    | -    | -    | -    | QF   | V    | 4R   | V    | F    | F    | F    | 4R   | -    | -    | -    | -    | -    | 1R   | -         | 1R   |
| Wimbledon       | 4R   | 3R   | QF   | SF   | QF   | V    | V    | SF   | SF   | V    | V    | V    | V    | V    | V    | F    | F    | V    | QF   | SF   | SF   | F    | 3R        |      |
| U.S. Open       | 1R   | 3R   | SF   | 1R   | SF   | SF   | SF   | 4R   | F    | QF   | V    | V    | F    | V    | V    | QF   | F    | 4R   | F    | 2R   | 4R   | -    | -         | -    |